# Земля без хліба
«Лас-Урдес. Земля без хліба» (ісп. Las Hurdes, tierra sin pan) — документальний фільм іспанського режисера Луїса Бунюеля, знятий 1933 року. Бунюель представив радикальну картину занепаду комарки Лас-Урдес (провінція Касерес на південному заході Іспанії).

## Сюжет
Фільм починається з короткого коментаря, який повідомляє, що Лас-Урдес — це земля, де люди ведуть постійну боротьбу за існування, а перша дорога, що пов'язує регіон із зовнішнім світом, з'явилася 1922 року. Потім іде коротка розповідь про містечко Ла-Альберка, яке не входить до Лас-Урдесу. У фільмі показано традиційне змагання Ла-Альберки, в ході якого юнаки мають на повному скаку відірвати голову півня, підвішеного за ноги.
Після цього оповідь переходить безпосередньо до Лас-Урдесу. Представлення Лас-Урдесу Бунюель починає з розповіді про долину Лас-Батуекас і руїни монастиря. Потім він змінює тон і, починаючи з цього моменту, під акомпанемент Четвертої симфонії Брамса перед глядачем одна за одною проходять картини злиднів та розпачу, в яких живуть мешканці Лас-Урдесу, які страждають від недоїдання та хвороб. Воду з місцевої річки п'ють одночасно діти та свині, і в ній же перуть білизну. Багато дітей із місцевої школи — сироти з притулку в сусідньому місті, яких беруть на виховання, щоб отримувати плату за їх утримання. В іншому селі через недоїдання багато мешканців страждають на зоб (у кадрі показано жінку з характерним збільшенням на горлі). Декількома сценками Бунюель проводить паралелі між буденністю смерті людей і тварин у Лас-Урдесі. В останніх сценах фільму Бунюель показує трьох ідіотів (коментар повідомляє, що вони нерідкі в Лас-Урдесі через злидні, голод і інцест), похорон дівчинки, труну якої потрібно кілька днів нести і сплавляти річкою до найближчого цвинтаря, і бідну обстановку будинків місцевих жителів.
Фільм закінчується двома фразами, що перегукуються. Першу вимовляє беззуба стара: «Ніщо не допомагає жити так, як думка про смерть». Друга — це авторський коментар Бунюеля: «Після двох місяців, проведених у Лас-Урдесі, ми залишили цю область». Коментар натякає на те, що так само Лас-Урдес покинув і уряд країни.

## Історія створення
Гірську область Лас-Урдес на початку 1930-х років вважали символом відсталості Іспанії. Бідність місцевих селян живописала преса, а 1927 року працю про регіон опублікував французький іспаніст Моріс Лежандр. Саме Лежандр надихнув Бунюеля на створення фільму.
У 1932 році гурт сюрреалістів, до якого входив Бунюель, розпався через політичні розбіжності. Бунюель, Андре Бретон, Луї Арагон, майбутній співавтор сценарію «Лас-Урдес» П'єр Унік та деякі інші сюрреалісти мали ліві погляди та розглядали сюрреалізм як спосіб перетворення суспільства. Новим фільмом Бунюель розраховував так само шокувати публіку, як йому це вдалося зробити «Андалузьким псом» і «Золотим віком», і в цьому сенсі режисер теж вважав його сюрреалістичним твором. Зйомки профінансували іспанські анархісти, зацікавлені в тому, щоб привернути увагу до тяжкого становища естромадурських селян. За словами Бунюеля, гроші на фільм дав його товариш, діяч культури та анархо-синдикаліст Рамон Асін, який виграв їх у лотерею. До лівого руху належали також помічник режисера Рафаель Санчес Вентура та оператор Елі Лотар.
Бунюель уперше показав «Землю без хліба» у грудні 1933 року на приватному заході в мадридському Паласіо де ла Пренса, особисто озвучивши авторський текст. Публіка, серед якої були багато мадридських інтелектуалів, зустріла фільм досить прохолодно. Незабаром правий уряд Другої республіки заборонив фільм. Заборону зняли після приходу до влади Народного фронту, але подальший початок Громадянської війни та перемога Франко унеможливили вихід фільму в Іспанії. Вже 1936 року з'явилися англійська та французька звукові доріжки, але іноземний прокат супроводжували цензурні обмеження. Вперше повну версію фільму продемонстровано 1965 року.

## Теми та художні особливості
Режисер і критик Адоніс Кіру зауважив, що «Земля без хліба» побудована на повторенні однієї й тієї ж схеми: автор повідомляє глядачеві якусь шокувальну інформацію, потім додає щось, що засіває зерно надії на краще, але потім знищує цю надію. Таким чином, у глядача складається враження, що жителі Лас-Урдесу існують у постійній боротьбі за краще життя, але не можуть вирватися з порочного кола бідності.
Зігфрід Кракауер вважав, що починаючи з цієї стрічки режисер перейшов від «своїх сюрреалістичних пошуків до розкриття жахливої сутності самої реальності». На його думку, цей фільм випущено тоді, коли рух кіноавангарду підійшов до свого кінця: «цей страшний документальний фільм оголив глибини людських лих, передбачив найближче майбутнє, що принесло людям невимовні жахи і страждання».
Бунюель протягом усього життя був послідовним критиком релігії та церкви, і «Земля без хліба» не стала винятком. У фільмом розкидано начебто випадкові натяки на роль релігії в історії регіону: багато прибрана церква, руїни монастиря кармелітів, напис над входом до будинку. Все це має навести глядача на думку, що долі жителів багато років були пов'язані з церквою, яка тепер їх покинула.
Декілька сцен у фільмі є не документальною хронікою, а постановкою. Так, для сцени з падінням кози з крутої скелі коза застрелили (у кадрі видно дим від пострілу). Для того, щоб у ще одному епізоді зобразити напад бджіл на осла, режисер використав хвору тварину, яку обмазали медом. Зрештою, показане у фільмі немовля було не мертвим, а спало. Гвінн Едвардс (Gwynne Edwards) вважає, що постановочні сцени додано перш за все для економії та наочності, оскільки становище селян в Лас-Урдесі в цілому було саме таким, яким його показано у фільмі.

## Вплив
Фільм Бунюеля зробив область Лас-Урдес широко відомою не лише в Іспанії, а й у світі та багато в чому визначив її образ. Сучасні жителі Лас-Урдесу вважають фільм свого роду «чорною легендою».
2018 року відбулася прем'єра іспанського повнометражного анімаційного біографічного фільму «Бунюель у лабіринті черепах», присвяченому роботі Бунюеля над фільмом про Лас-Урдес.